# بیمارستان هوشنشان

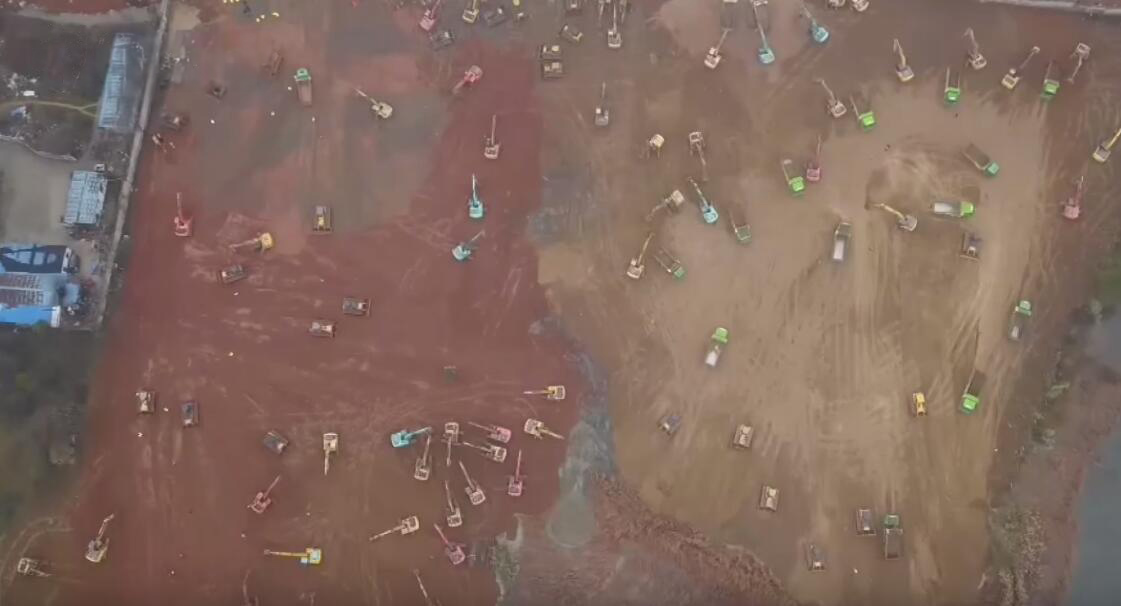
بیمارستان هاوشنشان در حال ساخت - ۲۰۲۰

بیمارستان هوشنشان یا هاوشن‌شان (知音湖) یک بیمارستان اورژانسی صحرایی است که در ووهان چین قرار دارد. این بیمارستان پس از شیوع کروناویروس ووهان ساخته‌شد. مدت زمان ساخت این بیمارستان حدود ده روز بود؛ ساخت آن از ۲۳ ژانویه ۲۰۲۰ آغاز شد و در ۲ فوریه ۲۰۲۰ پایان یافت. نظارت و مدیریت این بیمارستان بر عهده ارتش چین است.
حدود ۱۴۰۰ کادر پزشکی در این بیمارستان شروع به فعالیت کردند. این اولین بار نیست که چین در مدت کوتاهی بیمارستان می‌سازد. در سال ۲۰۰۳ در اوج شیوع بیماری سارس، یک بیمارستان ۱۰۰۰ تختخوابی در مدت شش روز در پکن ساخته شد.